# Binnen-Salish
Die Binnen-Salish sind eine Stammesgruppe indianischer Ethnien der Salish-Sprachfamilie die im Gegensatz zu den Küsten-Salish entlang der Flussläufe und Hochebenen im Binnenland von British Columbia in Kanada und in den USA in den Bundesstaaten Washington, Oregon, Idaho und Montana lebten. Da die Binnen-Salish jedoch in küstenferneren gebirgigen und trockenen Regionen leben unterscheidet sich ihre traditionelle Lebensweise sehr stark von der der Küsten-Salish.

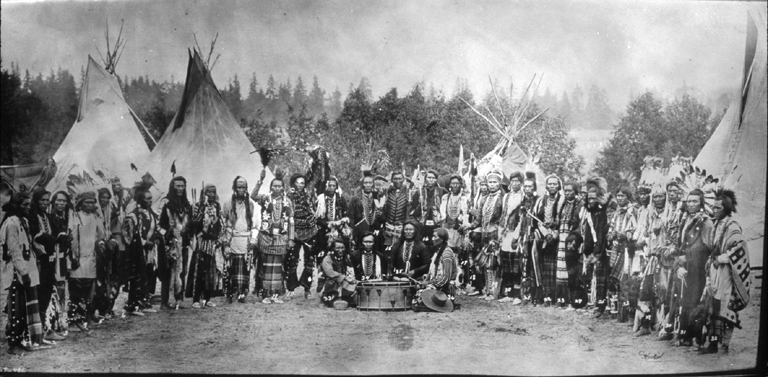
Versammlung traditionell gekleideter Salish-Männer, Flathead Reservation, St. Ignatius Mission, Montana; 4. Juli 1903

Die vier Hauptgruppen der Binnen-Salish sind die St'at'imc (früher: Lillooet bzw. Lilwat), die Nlaka'pamux (früher: Thompson (River) Indianer bzw. Thompson (River) Salish), die Okanagan (Okanogan)-Colville und die Secwepemc (früher: Shuswap) und bewohnten die Hochebenen des Fraser River, Thompson River und Columbia Rivers und zählen damit kulturell zum Kulturareal des Plateau.
Die Bitterroot Salish bzw. Flathead sind zugleich die Namensgeber dieser Sprachgruppe, denn sie nannten sich Seliš, Selish oder Salish – „das Volk“. Zur Unterscheidung von den anderen Salish-Völkern (und um die veraltete und irreführende Stammesbezeichnung als „Flathead“ zu überwinden) werden sie vermehrt nach ihrem bevorzugten Rückzugsgebiet, dem Bitterroot Valley, als „Bitterrot Salish“ bezeichnet.
Der Stamm war außer für die Flathead Reservation auch Namensgeber für das Flathead County, den Flathead River und den Flathead Lake (früher als Salish Lake bekannt) sowie den Flathead National Forest.
„Flathead“ (dt.: „Plattkopf/Flachkopf-Indianer“) ist ansonsten eine Bezeichnung, die ohne genaue ethnologische Bedeutung verwendet wird. Sie bezeichnet Stämme, die die Sitte haben, den Schädel in früher Kindheit durch künstliche Mittel zu formen. Für den Stamm der Flathead ist dies ein irreführender Name, denn die Abflachung der Stirnpartie mittels Schädeldeformation war bei ihnen unbekannt.

## Geschichte
Die Binnen-Salish folgten jährlichen Wanderzyklen, um entsprechend der Verfügbarkeit an ihre Grundnahrungsmittel zu gelangen. Dabei lebten sie von den Fischen der Flüsse, von Beeren und Wild, zogen aber auch flussaufwärts auf das Plateau, wo sie vor allem Wurzeln fanden. Die meisten Binnen-Salish waren im Winter sesshaft und lebten in Häusern, die in den Boden eingesenkt waren und Pit Houses hießen. Wichtigster Fischfangplatz waren die Kettle Falls, an denen sich zahlreiche Gruppen der Salish jährlich versammelten, um die Laichzüge der Lachse zum Fischen zu nutzen.
Einige Gruppen übernahmen schon im 18. Jahrhundert das Pferd und wandelten sich dadurch zu Reiternomaden, deren Schweifgebiet bis in die Graslandschaften östlich der Rocky Mountains reichte. Dadurch gerieten sie in Konflikt mit den Blackfoot, die ebenfalls auf Bisonjagd gingen.

### Frühgeschichte
Im Westen wurde die wohl mindestens bis 9000 v. Chr. zurückreichende Besiedlung durch die Frühe Plateaukultur überlagert. Dabei ist unklar, ob es sich um eine Einwanderung über den Fraser River handelte oder aus dem Landesinnern – ein Leichnam vom Gore Creek (Tal des Southern Thompson River unweit von Kamloops), etwa 8500 Jahre alt, deutet darauf hin, denn er weist Kennzeichen der dort typischen Ernährung auf. Bei Winthrop in Washington fanden sich menschliche Überreste aus der Zeit um 7000 v. Chr., als deren Nachkommen die späteren Methow gelten. Kulturelle Verbindungen zu diesen frühen Funden herzustellen, ist allerdings schwierig. Die Drynock Slide Site weist möglicherweise Spuren von Lachsfang auf (ca. 5500 v. Chr.). Eine Zuwanderung von der Küste setzte vielleicht um 4250 v. Chr. ein.
Die Mittlere Plateau-Kultur, zu der sich die heutigen Salish in Beziehung setzen lassen, entwickelte um 2500 v. Chr. das Pit House, eine Art Grubenhaus. Es ermöglichte eine extensivere und besser gesicherte Bevorratung. Die Ernährung verlagerte sich dabei zunehmend auf Lachs. Als wichtigste kulturelle Veränderung gilt der Übergang von der Nichtsesshaftigkeit zur Halbsesshaftigkeit. Um 2000 v. Chr. entstanden feste Winterdörfer und sommerliche Wanderzyklen, entsprechend den Jagd- und Sammelerfordernissen, sowie dem Berühren von Punkten mit hoher ritueller Bedeutung. Die Vallican Heritage Site, ein Großdorf mit Begräbnisstätte im nördlichen Gebiet der Sinixt erweist die frühe Existenz komplexer Gesellschaften bereits um 3000 v. Chr. Die Häuser wiesen Durchmesser von bis zu 20 m auf.
Die späte Plateau-Kultur war durch Kleinräumigkeit gekennzeichnet. Vorräte wurden in Erdlöchern angelegt, heiße Steine dienten der Zubereitung von Nahrungsmitteln durch Kochen, der Lachs lieferte inzwischen den überwiegenden Teil des Nährwerts. Zoomorphe Schnitzereien scheinen zugenommen zu haben. Der Handel mit den Küstenvölkern wurde hauptsächlich über den mittleren Fraser und den Thompson sowie den Columbia abgewickelt. Die Bevölkerung nahm zu, dabei waren manche der Großdörfer über tausend Jahre durchgängig bewohnt (z. B. Keatly Creek Site).
Pfeil und Bogen tauchten erst sehr spät auf. Es entwickelte sich eine Gesellschaft, die auf Familienverbänden, stammesübergreifenden Verwandtschaften und Hierarchisierung basierte, jedoch weniger streng als an der Küste. Der Zugriff auf Ressourcen hing am Ansehen, das zunehmend erblich wurde.
Über die Flüsse und entlang der Küste nahmen die westlichen Stämme, wie etwa die Chelan, am Handel mit den Küstenstämmen teil, der durch das Erscheinen der Europäer ab etwa 1811 noch ausgedehnt wurde. Einige Stämme zogen es sogar vor, näher an die Küste zu ziehen, um bevorzugt an dem Handel rund um die Forts der europäischen Handelsgesellschaften partizipieren zu können.

### Konflikte mit anderen Reiternomaden
Möglicherweise waren die Flathead im 18. Jahrhundert bei ihrer Wanderung ostwärts der Rocky Mountains mit Bisonjägern in Konflikt geraten. Die Blackfoot, oder Blackfeet, wie sie in den USA genannt werden, trieben sie über die Gebirgskette zurück nach West-Montana (andere führen dies auf eine Pockenepidemie zurück). Gesichert ist, dass ihr Häuptling Cheleskayimi („Three Eagles“, „drei Adler“) die Expedition von Meriwether Lewis und William Clark 1805 traf. Die beiden Amerikaner notierten, dass die Flathead über rund 500 Pferde verfügten. Die Pferde hatten sie wohl von den Schoschonen übernommen.
Den Flathead gelang es nicht nur, von den Plains-Indianern die Pferdezucht zu übernehmen und weiterzuentwickeln, sondern auch, eine Art Pufferzone zwischen den Salish-Stämmen im Westen und den Reiternomaden des Ostens aufrechtzuerhalten. Dabei traten sie als Händler und Vermittler auf.
Die Blackfoot gingen in den 1850er Jahren zu massiven Angriffen über, auch westwärts der Rocky Mountains, durch die die Zahl der Flathead auf 300 bis 400 zurückging. Zugleich gerieten die Sinixt durch ihre Nachbarn, die Kutenai oder Ktunaxa unter Druck, die wiederum von den Blackfoot westwärts verdrängt wurden. Nach langwierigen Kämpfen schlossen die Stämme der Sinixt, der Kalispel, Flathead, Coeur d’Alene, Spokane, Nez Perce und andere ein Bündnis gegen die Blackfoot.

### Epidemien
Diese Kämpfe waren es jedoch nicht, die die Bevölkerungen der Region umfassend einbrechen ließ. Es waren Epidemien, von denen die südlichsten und östlichsten Gruppen der Salish als erste betroffen waren. Dies galt vor allem für die Pocken. Der erste Kontakt der südlichsten Gruppe, der Tillamook, ereignete sich vielleicht 1788, obgleich eiserne Messer und Pockennarben eine noch frühere Begegnung erkennen ließen, vielleicht 1775, als eine schwere Pockenepidemie an der Pazifikküste ausbrach.
1781 brach eine erste Pockenepidemie aus (möglicherweise auch zwei), von der etwa die Sinixt weiter im Osten besonders schwer getroffen wurden. Sie tötete möglicherweise 80 % des Stammes. Der Kartograf David Thompson bemerkte noch 1811 zahlreiche Pockennarben. Schätzungsweise 5.000 Coeur d'Alene gab es vor den ersten Epidemien, doch 1827 schätzte John Warren Dease (1783–1829), ein Angestellter der Hudson’s Bay Company ihre Zahl nur noch auf 400. Bei den Flathead, den Spokane und bei den Coeur d'Alene trat 1807 bis 1808 eine „große Krankheit“ auf, doch erst für die Epidemie von 1853 lässt sich mit Sicherheit sagen, dass es sich um Pocken handelte.
Epidemien wie Masern, Syphilis, Pocken und andere Krankheiten, aber auch Waffen und Alkohol verminderten in den 1830er Jahren etwa die Tillamook-Bevölkerung drastisch. 1806 hatten Lewis und Clark ihre Zahl noch auf 2.200 geschätzt, 1841 gab es noch rund 400 von ihnen.

### Forscher, Kartografen, Händler
Mit der Lewis-und-Clark-Expedition von 1805 kamen erste Nachrichten von den Indianerstämmen im äußersten Nordwesten in die Hauptstadt Washington.
Trotz der immer wieder aufflackernden Epidemien kehrten die meisten Gruppen zum Handel mit den Europäern zurück. Ähnlich wie mit den benachbarten Gruppen handelten die Flathead mit den Weißen. Diese waren vor allem an Pelzen interessiert. Dazu errichtete die North West Company 1809 einen Handelsposten namens Saleesh House, das spätere Flathead Post (bis etwa 1855). Dabei versuchten die britischen Pelzhändler die Flathead vom Handel mit den von Osten kommenden Amerikanern abzuhalten. Kurz vor dem Saleesh House entstand zum gleichen Zweck das Kullyspell House am Lake Pend Oreille im heutigen Nord-Idaho.
Der erste Mitarbeiter der Hudson’s Bay Company, der im Gebiet des heutigen Spokane erschien, war 1807 David Thompson. In den folgenden Jahren war der Pelzhandel sehr ertragreich, die Company erwarb Felle im Wert von 11.000 Pfund allein aus dem Gebiet um Fort Colville. Schnell wurde Fort Colville, entsprechend der überall angewandten Handelsstrategie der HBC, zum Aufkaufzentrum für Pelze, die die Indianer anboten. Um 1840 handelte man im Fort rund 18.000 Felle pro Jahr.

### Missionare
Bereits vor den Pelzhändlern kamen Missionare zu den Binnen-Salish. Irokesen spielten dabei eine wichtige Rolle. Shining Shirt, möglicherweise ein Irokese, kam bereits im 18. Jahrhundert als Missionar zu den Flathead – offenbar noch bevor diese über Pferde verfügten. Mehrere Irokesen folgten, und sie verkündeten die Ankunft weißer Lehrer in schwarzen Kleidern. Sie blieben, da sie nach 1815 als Agenten der Briten nicht in ihre Heimat zurückkehren wollten. Unter ihrem Führer Old Ignace La Mousse kam eine Gruppe von zwei Dutzend Irokesen 1820 zu den Flathead, und sie erlangten erheblichen Einfluss. In den 1830er Jahren wandten sich unter Führung dieser Irokesen, schon stark an die Flathead assimiliert, mehrere Delegationen mit der Bitte um Entsendung von Missionaren nach St. Louis. Der Jesuit Pierre-Jean De Smet kam 1841 zu ihnen und gründete eine Missionsstation im unteren Bitterroot-Tal. Zugleich missionierten sie bei den Feinden, den Blackfoot. Damit enttäuschten sie jedoch die Flathead, die die Religion der Missionare als eine Art Medizin gegen ihre Feinde bei der Bisonjagd betrachteten.

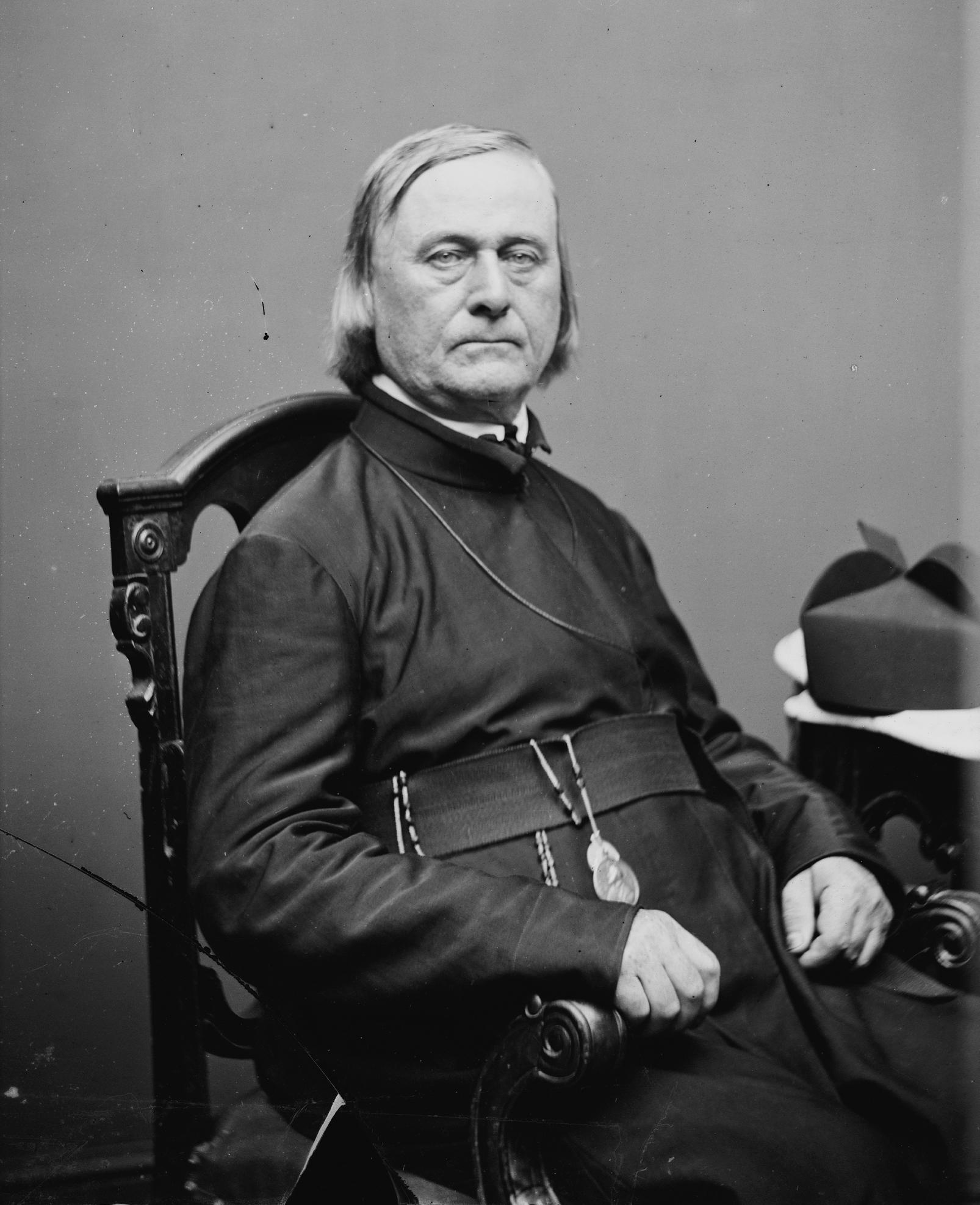
Pierre-Jean De Smet (1801–1873), der führende Missionar der Jesuiten, ca. 1860–1865

1837 kamen die ersten jesuitischen Missionare zu den Kettle Falls und errichteten 1845 unter Mithilfe der Sinixt und der Colville eine Missionsstation. 1842 errichtete De Smet zusammen mit zwei weiteren Missionaren eine erste Kirche bei den Coeur d'Alene.
Um 1838 trafen protestantische Missionare in Lapwai in Idaho unter Reverend Henry Spalding vom American Board of Commissioners for Foreign Missions ein. Diese Organisation war als erste Auslandsmission der USA 1812 entstanden und setzte sich gegen die Vertreibung der Indianer aus den Gebieten östlich des Mississippi ein (vgl. Pfad der Tränen). Nach dem Whitman-Massaker von 1847 wurden die protestantischen Missionsbemühungen zunächst abgebrochen. Von den Kettle Falls dehnten die Missionare ab 1853 ihre Missionstätigkeit zu den Sanpoil aus und impften sie gegen Pocken. Eine der missionierten Gruppen von den Kettle-Fällen brachte allerdings die Pocken den Columbia aufwärts, worauf die Sanpoil auf die Taufe verzichteten und die Missionsstation an den Wasserfällen nicht mehr aufsuchten.
Die Konfessionen wirkten sich später auf die Zusammensetzung der Reservatsbewohner aus. Methow, einige Spokane und Sanpoil bekannten sich zur protestantischen Konfession und sollten daher ein Reservat getrennt von den katholischen Stämmen erhalten. Zudem duldeten die Missionare keine gemischt-konfessionellen Ehen, so dass entlang der Konfessionsgrenzen die Verwandtschaftslinien abrissen.

### Grenze zwischen britischem Gebiet und den USA (ab 1846)
Mit dem Grenzvertrag von 1846, mit dem der 49. Breitengrad zur Grenze zwischen den USA und dem britischen Teil Nordamerikas wurde, zog sich die Hudson’s Bay Company nach Victoria zurück und gab Fort Vancouver auf. Zugleich wurden einige Stammesgebiete durch die neue Grenze zerschnitten. Vielfach waren wichtige Ziele der jährlichen Wanderzyklen nur noch schwer zu erreichen. Die Sinixt entschieden sich gleich, an den Kettle-Fällen zu bleiben, und nicht mehr bis weit nach Kanada zu wandern. Staatliche und konfessionelle Grenzlinien gefährdeten den weiträumigen Verwandtschaftszusammenhang.

### Goldfunde in Kanada (ab 1858) und in den USA, Kriege
Der Fraser-Canyon-Goldrausch hatte ab 1858 katastrophale Folgen für die Indianer der Region. Tausende von Goldsuchern zogen in den Norden und schleppten 1862 erneut die Pocken ein. Ganze Dörfer zwischen Washington und Alaska starben daran. Während des Fraser-Canyon-Kriegs verbündeten sich die Sinixt mit den Nlaka'pamux. Die Xaxl'ip verhandelten 1865 in Lillooet mit Vertretern der britischen Kolonialregierung. Dabei wurden mündliche Vereinbarungen getroffen („one third“ agreement). Diese „Ein-Drittel-Vereinbarung“ sollte jeder der beteiligten Kriegsparteien das Recht zugestehen, ein Drittel der Ressourcen des Gebietes zu beanspruchen.
1884 folgte der Cayoosh Gold Rush, der seinen Namen von der Fundstätte in der Nähe von Lillooet erhielt. Diese Gebiete wurden bald von größeren Explorationsunternehmen ausgebeutet, wie der Bralorne Pioneer Gold Mine, der reichsten Goldmine Kanadas (1887 bis 1971 betrieben).
Nach dem Ende des Kalifornischen Goldrauschs nahm noch vor 1860 die Einwanderung weißer Siedler im US-Gebiet in das Gebiet der Spokane stark zu. Die Coeur d'Alene und ihre Nachbarstämme gründeten eine Verteidigungsallianz mit den Spokane, kleineren Gruppen von Yakama, Kalispel und Palouse (Spokane-Coeur d'Alene-Paloos War, Yakima-War, auch Spokane War bzw. Coeur d'Alene War). Im Mai 1858 griffen rund 1000 Coeur d’Alene, Spokane, Yakama, Palouse und Nördliche Paiute 164 Soldaten der US-Armee an. Eine größere Streitmacht mit 600 Soldaten und einigen Nez-Perce-Scouts besiegte am 1. September 1858 die kaum 500 Indianer (Battle of Four Lakes). Kein einziger Soldat verlor hierbei sein Leben.

### Eklektische Religionen
Ein Prediger namens Slaybebtkud hatte nach 1850 erstmals gegen die Pocken und das Böse gepredigt, die die Weißen bringen würden. Ein weiterer, ebenfalls ein Angehöriger der Upper Skagit namens Haheibalth predigte in den 60er und 70er Jahren. Ähnlich wie die Indian Shaker Church von John Slocum unter den Küsten-Salish, so entwickelte sich eine christlich-indianische Mischreligion, die Dreamer-Religion, 1872 bis 1889 vor allem durch einen Prediger namens Skolaskin. Skolaskin glaubte an ein nahes Ende der Welt und lehrte vor allem unter den San Poil und den Nespelem eine neue Ethik. Er verbot den Tanz, bekämpfte den Alkoholkonsum, das Glücksspiel und jeden Ausdruck von Eitelkeit. An Sonntagen durften die Gesichter nicht bemalt werden. Er bildete Missionare aus und reiste selbst den Columbia hinunter. Er behauptete, eine Reise ins Jenseits unternommen zu haben und von Gott gerettet worden zu sein. (siehe auch: „Prophetentanz“ der Plateau-Kulturen)

### Reservate und Vertragspolitik (bis 1874 bzw. 1883)

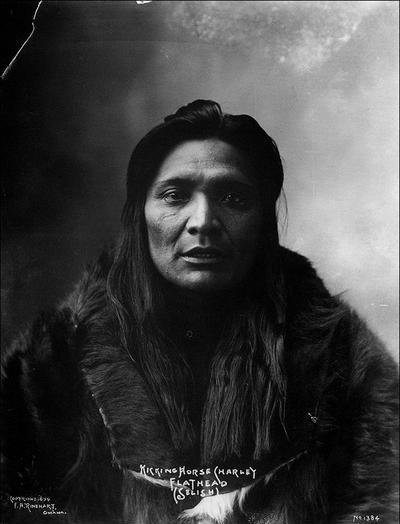
Kicking Horse, Häuptling der „Flathead“, Frank Rinehart 1898

Die Vereinigten Staaten verfolgten eine andersartige Indianerpolitik als Kanada. Sie ließen sich weniger von der Konstruktion festgefügter Indianerstämme leiten, denen man jeweils ein Reservat zuwies, sondern fassten häufig verschiedene Gruppen, auch wenn sie weder kulturell noch sprachlich miteinander verwandt waren, in großen Reservaten abseits der Siedlungen der weißen Amerikaner zusammen. Die Umsiedlungen dienten dabei vorrangig den Interessen der Siedler.
1853 entstand das Territorium Washington und das Kriegsministerium beschloss 1859 den Bau eines Militärpostens nordöstlich des heutigen Colville. So wurde für die Colville und andere Stämme der Region 1854 ein Reservat eingerichtet. Damit wollte die Regierung erreichen, dass genügend Land für die erwarteten Siedler frei wurde. Diese Zuwanderung mündete im Yakima-Krieg von 1856 bis 1859. Am 9. April 1872 ordnete Präsident Ulysses S. Grant die Einrichtung eines Reservats an, der Colville Indian Reservation.
Ein weiterer Großversuch war die sogenannte Moses Reservation. Auf Rock Island saßen um 1811 die Sinkiuse-Kawachen unter Sulktalthscosum. Er starb im Kampf auf der Bisonjagd um 1850. Als Häuptling folgte sein Sohn Quiltenenock, der 1858 von Goldsuchern nahe der Mündung des Wenatchee umgebracht wurde. Ihm folgte sein protestantisch getaufter Bruder Moses. Er hielt nach anfänglichen Kämpfen seine Männer von Feindseligkeiten ab und übernahm die Führung mehrerer Stämme, die mit den USA keinen Vertrag geschlossen hatten. Deren Zahl schätzte man auf rund 1000. Am 19. April 1879 erhielt diese Konföderation ein Reservat, das Moses Reservation hieß. 1880 reichte es vom Lake Chelan bis zur kanadischen Grenze und von den Kaskadenkette bis zum Okanogan River. Auf Druck der Siedler wurde das Reservat jedoch am 7. Juli 1883 aufgelöst. Während der ganzen Zeit bewohnte die Moses-Gruppe nicht das Reservat, sondern lebte in der Colville Reservation und bezog nur Abgaben von den weißen Siedlern.
Die konföderierten Stämme der Colville, heute als konföderierte Stämme des Colville-Reservats Confederated Tribes of the Colville Reservation bezeichnet, wurden formal 1872 als Stamm anerkannt. Binnen weniger Jahrzehnte verschwanden die ursprünglich zusammengefassten Gruppen, wie etwa die Sinixt oder die Chelan in dem neuen Großverband.
Weitere Verträge wurden geschlossen, wie der Vertrag von Hell Gate, doch 1874 beendete der Kongress seine Vertragspolitik. Mit dem General Allotment Act von 1887 sollte das bisher als Gemeineigentum der Stämme geltende Reservatsland privatisiert werden.
Die Zusammenfassung der Indianer diente dem übergreifenden Ziel der „Zivilisierung“ der „Wilden“. Durch die Ansiedlung und die Ausrottung der Bisons waren wichtige Grundlagen ihrer Kultur zerstört worden, um sie zu Bauern und Viehzüchtern zu machen. Sie sollten in die westliche Kultur integriert werden. Dies galt auch für die Reservate, die in einem verwickelten Prozess über Jahrzehnte in Privatbesitz aufgelöst und verkauft wurden. Dass die meist kleinen Stämme, die stark verarmt waren, dabei nach und nach ihren Grundbesitz veräußerten, lag in der Systematik des für sie ungewohnten Wirtschaftssystems.

### Behinderung und Zerstörung der traditionellen Lebensweisen

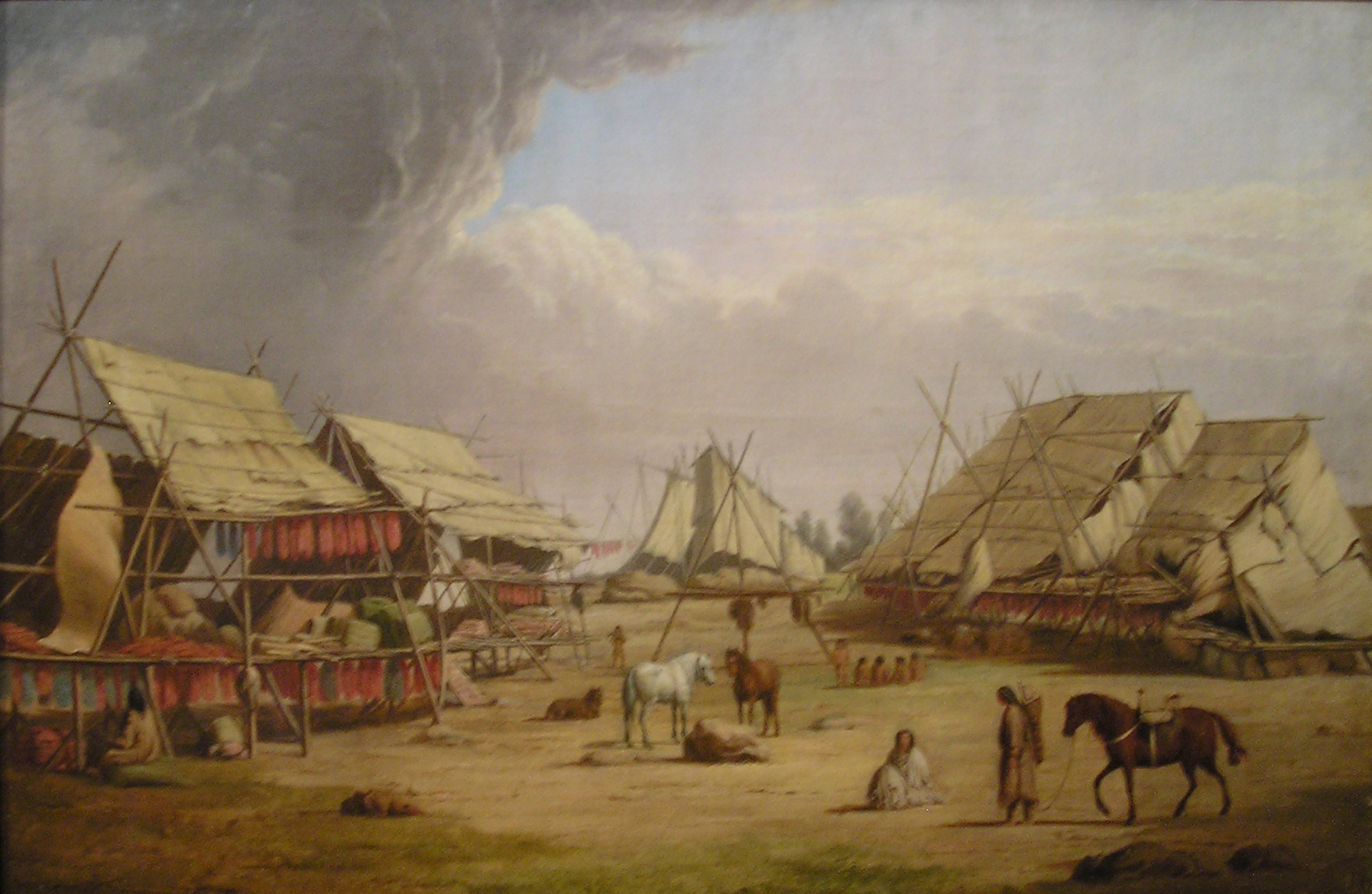
Indianerlager bei Fort Colville, Paul Kane, 45,7 × 74,3 cm. Die Colville oder Chualpay, wie sie Kane nannte, trockneten den Lachs auf traditionelle Weise

Doch die Indianer hielten an ihren Traditionen fest, wenn auch ihre Lebensgrundlagen immer mehr eingeengt und zerstört wurden. Mit dem Bau der Grand-Coulee-Talsperre ab 1933 wurden die Kettle Falls als zentraler Fischplatz der Binnen-Salish endgültig zerstört.
Ähnlich erging es den kanadischen Salish. Der British Columbia Game Act, ein Jagdgesetz, verbot den Stämmen ab 1898 die Jagd. 1960 wurde der Bridge River aufgestaut und sein Wasser in den Seton Lake (Tsal'álh) umgeleitet. Damit brach die für die St'at'imc lebensnotwendige Lachspopulation zusammen. Noch 1975 zerstörten Beamte des Canadian Department of Fisheries and Oceans zahlreiche Fischnetze, und 53 Lil'wat wurden verhaftet. 1913 wurde die Pacific Great Eastern Railway mitten durch das St'át'imc-Gebiet gebaut. Dort wo heute die Shalalth und Seton Portage leben, wurde der beste Boden konfisziert.
An den Gewinnen aus den Rohstoffen wurden die Indianer genauso wenig beteiligt, wie an denen aus der Energiegewinnung. 1917 forderte etwa der Sekw'el'was-Häuptling Jean Baptiste Kompensationen, und versuchte diese mit Hilfe von Rechtsanwälten vor Gericht durchzusetzen. Doch 1927 untersagte die kanadische Regierung kurzerhand allen Ureinwohnern, Geld für entsprechende Rechtsvertretungen auszugeben. 1927 begann das Bridge River Power Project, das heute von BC Hydro betrieben wird. Es ist eines der größten kanadischen Projekte und besteht aus drei Stauseen.

### Widerstand
1915 schrieb der Xaxl'ip-Häuptling Thomas Adolph an das Department of Indian Affairs, dass der Eisenbahnbau ihr Land zerstöre, und er forderte Kompensationen und Schutz. 1916 reiste eine erste Delegation der gerade gegründeten Indian Rights Association nach Ottawa, um Klage gegen die Landentfremdungen zu erheben, wie es Joe Capilano zehn Jahre zuvor getan hatte, als er nach London gereist war. Erst 1979 wurden die Fischereirechte der Indianer von einem Gericht anerkannt. Im selben Jahr konnten die Indianer einen Kahlschlag am Mount Currie durch die Canadian Forest Products Company verhindern.
In Fortsetzung ihrer Forderung nach Eigenständigkeit und Selbstregierung gründete der St'át'imc Chiefs Council 1988 die Lillooet Tribal Peacekeepers Commission und die Lillooet Tribal Peacekeepers Force. Im selben Jahr reiste Häuptling Leonard Andrew nach Neuseeland, um die Fletcher Challenge Company von Abholzungen im Stein Valley abzubringen. 1990 wurden bei Straßenblockaden gegen die Enteignung von Land wiederum 63 Personen verhaftet. Aus Solidarität mit den Mohawk (Oka-Krise) blockierten hundert St'át'imc hundert Tage lang die Eisenbahn bei Seton Portage. Hierbei wurden rund 100 Indianer verhaftet. Bereits im Februar 1991 blockierten sie erneut eine Straße, diesmal gegen Holzeinschläge der International Forest Products Ltd. Hierbei ging es, wie so oft im Zusammenhang mit Waldgebieten, auch um Heilige Stätten und Felszeichnungen (Petroglyphen). Gegen das Vorgehen der Regierung protestierte der Stamm beim Internationalen Gerichtshof. 1993 verzeichneten die Lil'wat und Nlaka'pamux einen ersten Erfolg, denn der spätere Stein Valley Nlaka'pamux Heritage Park wurde unter Schutz gestellt.
Die Delgamuukw Decision erkannte grundsätzlich die Mitspracherechte der Ureinwohner an, womit der Oberste Gerichtshof Kanadas zugleich entschied, dass für British Columbia auch mit dem Anschluss an Kanada 1871 die Rechte der Ureinwohner niemals ausgelöscht worden seien, und sie daher fortbestehen. Außerdem hielten mehrere Gerichtsurteile fest, dass den Ureinwohnern das Recht zusteht, ihre besondere Kultur ihren Kindern nahezubringen, wobei das Territorium integraler Bestandteil sei. Daher müsse bei jeder Entscheidung, die dieses Land betrifft, eine Konsultation mit dem betroffenen Stamm erfolgen. 1997 entschied der Oberste Gerichtshof, dass die Rechte sich auf Rechte an Land, Ressourcen und das Recht auf kulturelle Traditionen sowie auf politische Autonomie beziehen.

## Heutige Situation
Die Binnen-Salish rückten zunehmend zusammen und koordinierten ihren Widerstand. So blockierten sie grenzübergreifend die Ausbaupläne am Melvin Creek durch das Cayoosh Ski Resort-Projekt. Diese Ausbaupläne hingen mit den Olympischen Winterspielen 2010 zusammen. Die Betreiber standen schon zuvor in erbitterten Auseinandersetzungen mit den Secwepemc über einen 70-Millionen-Dollar-Ausbau des Sun Peaks Ski Resort bei Kamloops. 2002 beschwerten sich die Indianer offiziell beim Internationalen Olympischen Komitee.
Die Lillooet haben 2004 einen eigenen Landnutzungsplan aufgestellt, in dem nicht nur ökonomische, sondern auch ökologische und historisch-kulturelle Aspekte berücksichtigt werden.
Das Lost Valley (Slala'xen) ist mit 10.000 ha Fläche das größte, noch nie abgeholzte Gebiet in der Cayoosh Range. Dort befinden sich an einem rund 20 km langen alten Handelsweg zahlreiche Culturally Modified Trees, Bäume, die Bearbeitungsspuren der vergangenen Jahrhunderte aufweisen. Sie stellen eine Art historisches Archiv der vorschriftlichen Epochen dar. 2005 gestattete die Regierung von British Columbia dennoch die Abholzung umfangreicher Gebiete durch BC Timber Sales, ohne überhaupt Kontakt mit den Indianern aufgenommen zu haben.
Die Stämme auf der amerikanischen Seite setzen zunehmend auf mediale Öffentlichkeit. Mit rezKast starteten die Coeur d'Alene 2008 eine Website, die sich an YouTube anlehnt, sich aber auf indianische Inhalte spezialisiert hat. 2009 wurde auch der Betrieb einer Radiostation (KWIS FM 88.3) genehmigt und aufgenommen. Sie war 2009 eine von 33 indianischen Stationen in den USA.